# Scout Bassett
Scout Bassett   (Nanquín, 18 d'agost de 1988) (nascuda Zhu Fuzhi) és un atleta d'atletisme paralímpic estatunidenca.
Bassett va passar els seus primers set anys de vida en un orfenat governamental a Nanquín (Xina), després que la trobessin abandonada al costat d'un carrer després de la tràgica pèrdua de la cama dreta en un incendi químic quan era una nadó. Mentre va créixer, va fer una pròtesi de cama improvisada amb cinturons de cuir i cinta adhesiva i va començar a caminar, als sis anys, però mai va sortir de l'orfenat on s'havia criat.
Bassett va ser adoptada el 1995 per una parella estatunidenca de Michigan.

## Joventut
Després de ser adoptada poc abans del seu vuitè aniversari, Bassett va créixer a Harbor Springs, Michigan. Quan va créixer a Harbour Springs, Bassett recorda «Eren tan poc acceptables amb mi», diu. «Les noies eren tan no inclusives i mesquines, i ser l'única asiàtica en una escola totalment blanca no era divertit». Scout es va enterrar en llibres, memoritzant tantes biografies polítiques com el seu cervell podia digerir, i els esports, que semblaven la via més fàcil i directa cap a l'assimilació.
Després de completar l'escola secundària, Bassett va assistir a UCLA amb una beca completa. Es va graduar el 2011 amb els graus en Sociologia i Antropologia.

## Carrera d'atleta paralímpica
Bassett va començar a jugar a futbol, als deu anys abans de començar la seva carrera esportiva participant a la Challenged Athletes Foundation (CAF), als 14 anys, que li va concedir una pròtesi de cama per córrer. Després va assistir al Chula Vista Elite Athlete Training Center a Califòrnia als 18 anys. Va començar a competir en triatló i va guanyar tres medalles de plata i una de bronze al Campionat del Món de Paratriatló de l'ITU. Al Campionat del Món de Paratriatló de l'ITU de 2011, va anar a la Xina per primera vegada des que va ser adoptada.
Bassett va fer la transició a l'atletisme abans que s'introduís l'esdeveniment de paratriatló als Jocs Paralímpics d'estiu de 2016. Va fer una primera temporada completa d'entrenament atlètic intentant classificar-se per als Jocs Paralímpics d'estiu de 2012 a Londres, quan va tenir l'oportunitat de provar de competir a l'equip paralímpic dels Estats Units d'Amèrica. Bassett va quedar última en els 100 m als Campionats dels Estats Units, que va ser una classificació per als Jocs Paralímpics, ja que no va aconseguir formar part de l'equip i gairebé va decidir abandonar l'atletisme.
El 2015, Bassett encara volia ser paralímpica i es va traslladar a San Diego per poder fer entrenaments a temps complet i va començar a batre rècords nacionals a la classificació T42. Després es va classificar i va competir als Jocs Paralímpics d'estiu de 2016, però va acabar sent cinquena en els 100 metres i desena en salt de llargada. El 2017, Bassett va assistir amb èxit al Campionat Mundial de Para-Atletisme de 2017 a Londres (Regne Unit), on va guanyar les seves primeres medalles internacionals en els 100 metres i salt de llargada. Actualment és la posseïdora del rècord mundial en els 400 m T42 i la titular estatunidenca de 100 m i 200 m.
L'any 2019, Bassett es va emportar la medalla d'or en el salt de llargada femení T42-44/T61-63 als Jocs Parapanamericans de Lima, Perú.
Bassett va ser una dels 17 atletes que apareixen a l'onzena edició d'ESPN The Magazine's Body Issue.